# Фулвия (любовница на Квинт Курий)
Вижте пояснителната страница за други личности с името Фулвия.
Фулвия (на латински: Fulvia) е римлянка от бладороден произход, но съмнителен морал. Тя е позната във връзка със Заговора на Катилина през 63 пр.н.е., когато предава съобщения за заговора на консул Марк Тулий Цицерон.
Фулвия е от старата аристокрация и е омъжена за мъж от финото общество. Тя живее в лукс и има връзка с Квинт Курий, съ-заговорник с Катилина. Когато разбира, че заговорниците се готвят да убият Цицерон, тя отива посред нощ при него и му дава тази информация, както и на други хора, без да казва имена.